# Bela Vista do Paraíso (kommun)
Bela Vista do Paraíso är en kommun i Brasilien.   Den ligger i delstaten Paraná, i den södra delen av landet, 900 km söder om huvudstaden Brasília. Antalet invånare är 15 080.
Följande samhällen finns i Bela Vista do Paraíso:
- Bela Vista do Paraíso

Trakten runt Bela Vista do Paraíso består till största delen av jordbruksmark. Runt Bela Vista do Paraíso är det ganska glesbefolkat, med 34 invånare per kvadratkilometer.